# Journée mondiale du tourisme
Lors de sa troisième session qui s'est déroulée à Torremolinos en Espagne en septembre 1979, l'Assemblée générale de l'Organisation mondiale du tourisme (OMT) décide d'instituer, à compter de l'année 1980, une journée mondiale du tourisme à célébrer le 27 septembre de chaque année par des manifestations adaptées au thème choisi par l'Assemblée générale sur recommandation du Conseil exécutif de l'OMT.
Cette date a été retenue parce qu'elle marque un échelon important pour le tourisme mondial : l'anniversaire de l'adoption des Statuts de l'OMT le 27 septembre 1970.
Le principal objectif de la Journée mondiale du tourisme est de faire prendre davantage conscience à la communauté internationale de l'importance du tourisme et de sa valeur sociale, culturelle, politique et économique. La devise en 2019 est "Le tourisme, un secteur clé dans le monde", en 2017 est le "tourisme durable" et en 2024 "le tourisme et la paix".